# Zachełmna
Zachełmna ist eine Ortschaft mit einem Schulzenamt der Gemeinde Budzów im Powiat Suski der Woiwodschaft Kleinpolen in Polen.

## Geographie
Der Ort liegt am Bach Zachełmka, eine rechten Zufluss der Paleczka im Zuflussgebiet der Skawa, in den Beskid Makowski (Mittel- oder Makower Beskiden), südöstlich des Bergs Chełm (603 m). Die Nachbarorte sind Skawinki im Nordosten, Baczyn im Südosten, Budzów im Südwesten, Marcówka im Westen, Stryszów im Nordwesten, sowie Zakrzów und Stronie im Norden.

## Geschichte
Im Jahr 1410 gehörte es mit 15 anderen Dörfern zur Starostei mit dem Sitz in der Burg Lanckorona. 1564 wurde das Dorf als eine alte Siedlung mit neuen walachischen Rodungsweilern beschrieben. Der Name bezeichnet einen Ort hinter dem Berg Chełm.
Bei der Ersten Teilung Polens wurde das Dorf 1772 Teil des neuen Königreichs Galizien und Lodomerien des habsburgischen Kaiserreichs (ab 1804). Ab 1782 gehörte es dem Myslenicer Kreis (1819 mit dem Sitz in Wadowice). Nach der Aufhebung der Patrimonialherrschaften bildete es nach 1850 eine Gemeinde im Bezirk Wadowice. In den 1880er Jahren wurde das Dorf von Wilhelmina Montlèart-Sachsen-Curland zwischen den Bauern parzelliert.
1918, nach dem Ende des Ersten Weltkriegs und dem Zusammenbruch der k.u.k. Monarchie, wurde Zachełmna, mit Ausnahme der Zeit der Besetzung Polens durch die Wehrmacht im Zweiten Weltkrieg, Teil Polens. Es gehörte dann zum Distrikt Krakau des Generalgouvernements. Die Wälder des Bergs Chełm wurden zum wichtigen Ausgangspunkt der Partisanen der Polnischen Heimatarmee.
Von 1975 bis 1998 gehörte Zachełmna zur Woiwodschaft Bielsko-Biała.